# Муккур
Муккур — аул, знаходився в північно-східній стороні Лакського району Дагестану, на відстані 13 км від райцентру села Кумух, якби подалі від очей, між березовими лісками. Поблизу з Муккуром були села Гуймі, Уллучара, Чаящі та Шушія.
В 1886 році в селі було: дворів — 27, коней — 10, віслюків — 12, великої рогатої худоби — 52, овець — лише 20, орних земель — 20 десятин. В 1914 році проживало 147 осіб. А в 1929 — 95 осіб в 28 дворах. Сьогодні село покинуто повністю. Останнім мешканцем в рідному селі тримався Магадов Зайнутдін. Але й він не витримав — переїхав.
Перше розташування села було трохи вище останнього в місцевості Кулушалу. Причина переселення звідти — невідома. На новому місці муккурці встигли завестися двома кладовищами. На старому є чотири надмогильні камені з зображенням родового символу Казі-Кумухських шамхалів.
На початку 20 ст. слава муккурінця Гаджієва Сіражутдіна сягла світового масштабу. В 1914 перебуваючи в Черкесії, він знайшов креслення якогось француза. По цим кресленням він сконструював літак і здійснив політ з одного краю Черкеська на інший. Потім потрапив в Бухару, а звідти — в Іран. Сіражтдін був великим майстром по золоті. Він був запрошений в двір іранського шаха, і там змайстрував золотий трон, що перевищував очікувані результати шаха. Після цього шах призначив його міністром Ірану, і Сіражутдін працював на цій посаді до своєї трагічної смерті.